# Congreso del Estado de Querétaro
El Congreso del Estado de Querétaro es el órgano depositario del Poder Legislativo del estado de Querétaro. Está compuesto por 25 diputados. De los cuales 15 son elegidos por mayoría relativa y 10 por representación proporcional.

## Legislaturas
| Legislatura | Periodo   |
| ----------- | --------- |
| LII         | 1997-2000 |
| LIII        | 2000-2003 |
| LIV         | 2003-2006 |
| LV          | 2006-2009 |
| LVI         | 2009-2012 |
| LVII        | 2012-2015 |
| LVIII       | 2015-2018 |
| LIX         | 2018-2021 |
| LX          | 2021-2024 |
| LXI         | 2024-2027 |

## Órganos legislativos

### Mesa Directiva
Integrantes:
- Dip. Laura Andrea Tovar Saavedra (Morena) - Presidenta
- Dip. Claudia Díaz Gayou (PT) - Vicepresidenta
- Dip. María Blanca Flor Benítez Estrada (Morena) - Vicepresidenta suplente
- Dip. Eric Silva Hernández (Morena) - Primer secretario
- Dip. María Georgina Guzmán Álvarez (PVEM) - Segunda secretaria
- Dip. Homero Barrera McDonald (Morena) - Primer secretario suplente
- Dip. Sully Yanira Mauricio Sixtos (Morena) - Segunda secretaria suplente

### Junta de Coordinación Política
Integrantes:
- Dip. Guillermo Vega Guerrero (PAN) - Presidente
- Dip. Edgar Inzunza Ballesteros (Morena) - Secretario
- Dip. Perla Patricia Flores Suárez (PVEM) - Integrante
- Dip. Claudia Díaz Gayou (PT) - Integrante
- Dip. Teresita Calzada Rovirosa (MC) - Integrante

## VIP
La Sexagésima Legislatura está integrada por las y los Diputados:

### Mayoría relativa
- Dulce Imelda Ventura Rendón - Distrito I
- Manuel Pozo Cabrera - Distrito II
- Enrique Antonio Correa Sada - Distrito III
- Ana Paola López Birlain - Distrito IV
- Luis Gerardo Ángeles Herrera- Distrito V
- Maricruz Arellano Dorado - Distrito VI
- Luis Antonio Zapata Guerrero - Distrito VII
- Uriel Vazquez Garfias - Distrito VIII
- Germain Garfias Alcántara - Distrito IX
- Guillermo Vega Guerrero- Distrito X
- Martha Daniela Salgado Márquez - Distrito XI
- Alejandrina Verónica Galicia Castañón - Distrito XII
- Beatriz Guadalupe Marmolejo Rojas - Distrito XIII
- Leticia Rubio Montes - Damiano XIII
- LIz Selene Salazar Pérez - Distrito XV

### Representación proporcional
- Laura Ángelica Dorantes Castillo - PAN
- Juan José Jiménez Yañez - MORENA
- Laura Andrea Tovar Saavedra- MORENA
- Christian Orihuela Gómez - MORENA
- Armando Sinecio Leyva - MORENA
- Yasmín Albellan Hernández - MORENA
- Graciela Juárez Montes - PRI
- Paul Ospital Carrera - PRI
- Juan Guevara Moreno- PRI
- Ricardo Astudillo Suárez - PVEM